# Mena (geslacht)
Mena is een geslacht van zeeanemonen uit de klasse van de Anthozoa (bloemdieren).

## Soorten
- Mena chilkaea (Annandale, 1915)
- Mena limnicola (Annandale, 1915)